# Umbrisch

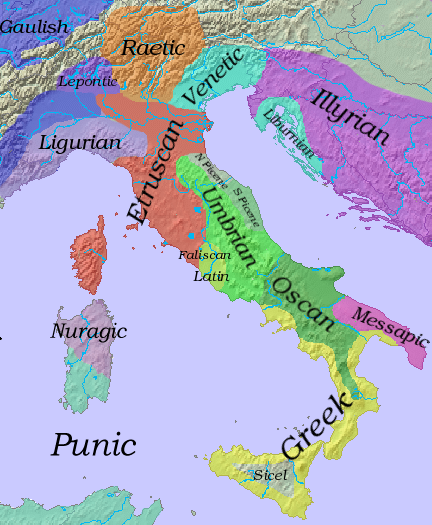
Kaart van Italië in de IJzertijd, die toont waar het Umbrisch en de andere Italische talen werden gesproken

Umbrisch is een Italische taal, die samen met het Oskisch de Sabellische groep vormt. Deze thans uitgestorven taal werd rond het begin van onze jaartelling gesproken in Umbrië, maar werd gaandeweg verdrongen door het Latijn.
De taal is vooral bekend dankzij de Tabulae Iguvinae. Dit zijn zeven bronzen platen waarop het ceremonieel en de statuten van een priester zijn opgetekend. Zij werden gevonden in Iguvium (het huidige Gubbio) en dateren uit de derde tot de eerste eeuw voor Christus.
Het Umbrisch werd geschreven in het Etruskische en het Latijnse alfabet.
Tegenwoordig wordt de naam Umbrisch ook gebruikt voor het in Umbrië gesproken dialect van het Italiaans.

## Voorbeeld (Tabulae Inguvinae, tablet 1)
Dei Grabouie
orer ose persei ocre fisie pir
orto est
toteme Iouine arsmor dersecor
subator sent
pusei neip heritu.
Dei Grabouie
persei tuer perscler uaseto est
pesetomest peretomest
frosetomest daetomest
tuer perscler uirseto auirseto
uas est. . .
Nederlandse vertaling:
Iuppiter Grabovius ("de Krachtige")
indien op de Fisische berg ("ocre fisie") niet meer dan vuur
opgestaan is
of in het land van Inguvinum (Iouine) de te doene ritus
vergeten zijn zijn
alsof ze ze deden.
Iuppiter Grabovius ("de Krachtige")
indien bij uw offer iets afwezig is
gebrekkig is, een rituele overtreding is
frauduleus is, foutief is
indien bij uw offer, gezien of ongezien
een fout is ...
(Engelse vertaling:)

"Jupiter Grabovius, if on the Fisian mount fire has arisen, or if in the nation of Iguvium the owed preparations have been omitted, let it be as if they had been made."

"Jupiter Grabovius, if in your sacrifice there has been any flaw, any defect, any ritual violation, any fraud, any error, if in your sacrifice there is a flaw, either seen or unseen. . . "